# Raimund von Burgund

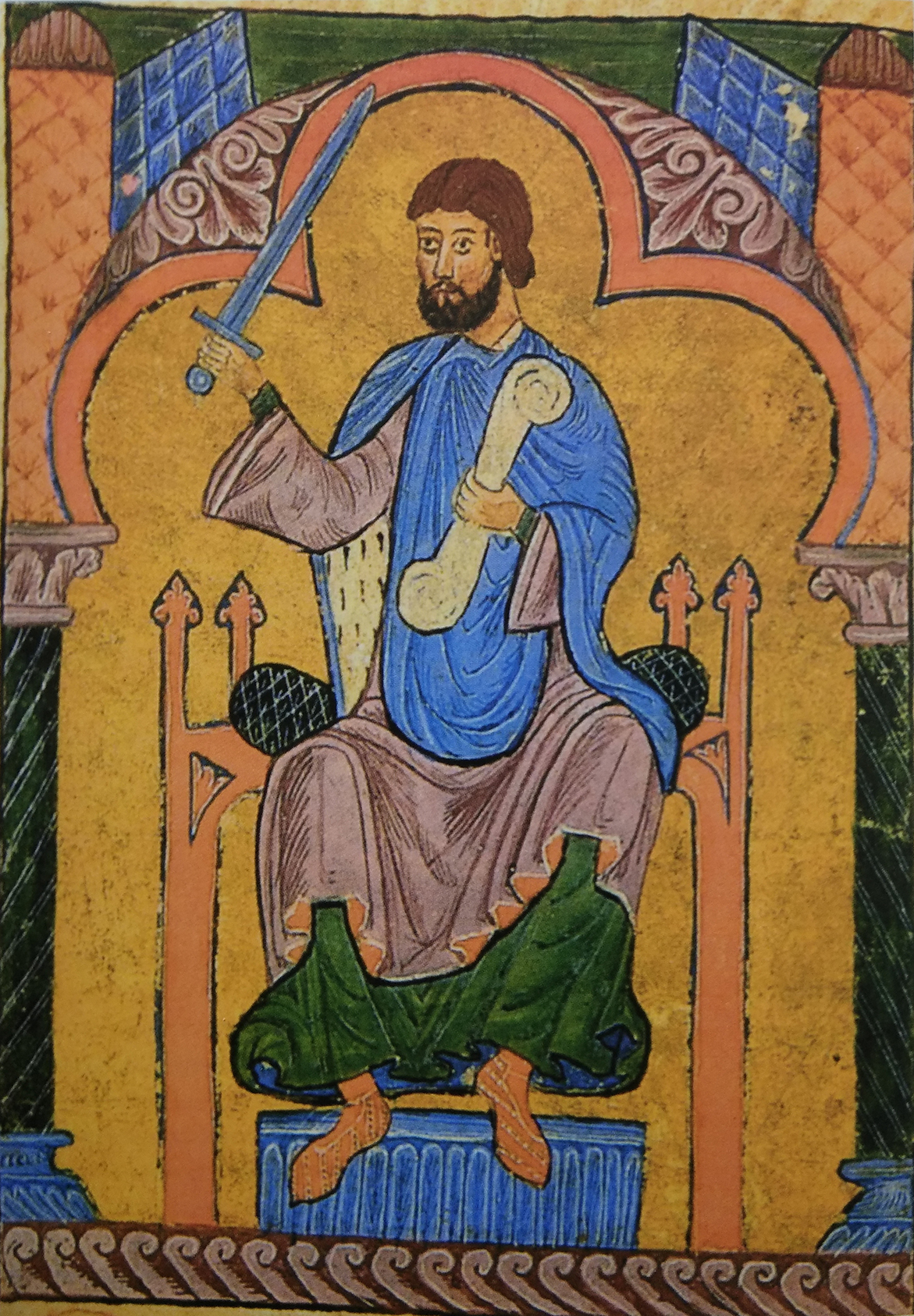
Raimund von Burgund

Raimund von Burgund (spanisch Raimundo de Borgoña, französisch Raymond de Bourgogne; * um 1070 in Besançon; † 20. September 1107 in Grajal de Campos) war ein franko-burgundischer Adliger im späten 11. und frühen 12. Jahrhundert aus dem Haus Burgund-Ivrea, der – bedingt durch seine Ehe mit der späteren Königin Urraca von León-Kastilien (1080–1126) – der Stammvater der spanischen Linie seiner Dynastie wurde, die einschließlich des Zweiges Trastámara bis zum Jahr 1555 über das Königreich León-Kastilien herrschte.

## Leben
Raimund war ein nachgeborener Sohn des Grafen Wilhelm I. von Burgund und dessen Frau Stephanie; einer seiner Brüder war Erzbischof Guido von Vienne, der spätere Papst Calixtus II. Die Familie war fränkischer Abstammung und beherrschte die burgundische Freigrafschaft gelegen im damaligen Hochburgund, deren Territorium etwa der heutigen französischen Region Franche-Comté entsprach. Über seine frühen Jahre ist nichts weiter bekannt, außer dass er erstmals um 1086 in einer Schenkung seines Vaters an die Abtei Cluny als urkundlicher Zeuge auftritt.
Raimund hatte sich wahrscheinlich bereits im Frühjahr 1087 im Gefolge seines Schwagers, Herzog Odo I. von Burgund, befunden, als dieser einen Heerzug auf die Iberische Halbinsel zum Kampf gegen die muslimischen Almoraviden anführte. Der Herzog war einem Hilfeaufruf des Königs Alfons VI. von León-Kastilien gefolgt, der mit seiner Tante Konstanze verheiratet gewesen war. Vereint mit den einheimischen Kräften hatten sie die von den Mauren gehaltene Stadt Tudela belagert, deren Einnahme allerdings im April 1087 scheiterte. Der kastilische König hatte aber die Anwesenheit der Franzosen zu politischen Händeln genutzt und wohl hier die Ehe seiner ältesten Tochter Urraca mit Raimund arrangiert. Während die meisten französischen Ritter nach dem Abbruch der Belagerung ihren Heimmarsch angetreten hatten, war Herzog Odo und mit ihm wohl auch Raimund mit dem königlichen Hof nach León gezogen, wo die Verlobung offiziell bekannt gegeben wurde. Unter dem einheimischen Adel hatte diese Verbindung ambivalente bis ablehnende Reaktionen hervorgerufen, galt doch Urraca als älteste Tochter des Königs bei gleichzeitigem Fehlen eines Sohnes als dessen Haupterbin, womit faktisch die Übernahme des Thrones durch einen Landesfremden abzusehen war. Außerdem drohte durch diese Ehe der französisch-burgundische Einfluss am leónesischen Hof übermächtig zu werden, der bereits durch die Ehe der Konstanze mit dem König und der von ihr protegierten burgundischen Abtei Cluny etabliert worden war. Offenbar in Reaktion gegen diese Ehe waren noch im selben Jahr in Galicien Aufstände ausgebrochen, die vom Bischof von Santiago de Compostela, Diego Peláez, angeführt wurden. Die Rebellen hatten sich offenbar für die Erbrechte ihres ehemaligen Königs García eingesetzt, der seit Jahren in Gefangenschaft lebte, und dafür wohl die Unterstützung des anglo-normannischen Königs Wilhelm dem Eroberer erhofft. Weil dieser aber noch im selben Jahr gestorben war, war der Aufstand bis spätestens 1088 zusammengebrochen und Bischof Diego gefangen genommen worden.
Spätestens nach dem Tod des Exkönigs García am 22. März 1090 war Raimund von seinem Schwiegervater als regierender Graf in Galicien eingesetzt wurden, als der er erstmals am 27. Februar 1091 urkundlich genannt wird. Auch war um dieselbe Zeit seine Ehe mit Urraca formalisiert wurden und offenbar hatte Alfons VI. von da an die Nachfolge seines Schwiegersohns auf den Thron in Erwägung gezogen. So war die Position Raimunds in Galicien im Zuge eines Investiturstreits mit Papst Urban II. um die Besetzung des Bischofsstuhls von Santiago de Compostela gefestigt wurden, indem zunächst der Cluniazenser Dalmacio und schließlich (1096) Diego Gelmírez mit dem Kirchenamt betraut wurden, welcher zuvor der Privatnotar Raimunds gewesen war. Vor allem Gelmírez sollte sich auch über den Tod Raimunds hinaus als entscheidender Interessenwahrer der burgundischen Partei erweisen, die schon 1093 durch die Ehe der Königstochter Theresia mit Heinrich von Burgund noch einmal gestärkt worden war. Im selben Jahr war der uneheliche Infant Sancho Alfónsez geboren wurden und Königin Konstanze gestorben, wodurch Raimund seine Thronfolge zunehmend bedroht sah. Um seine Position innerhalb der königlichen Familie zu stärken, hatte er im Jahr 1095 für die Unterstützung seines Schwagers Heinrich diesem bereitwillig die Grafschaft Portugal übertragen, die südliche Grenzprovinz Galiciens zu Al-Andalus. Dort hatte Raimund im November 1094 vor Lissabon eine Niederlage gegen die Almoraviden hinnehmen müssen, worauf die Stadt verloren gegangen war.
Fortan hatte sich Raimund beständig am königlichen Hof aufgehalten, um so seinen Einfluss auf die Nachfolgeregelung zu wahren. Allerdings hatte er seinen Absturz in der Gunst seines Schwiegervaters und dessen Hinwendung zu dem Bastardsohn Sancho nicht verhindern können. Bis spätestens 1106 hatte Alfons VI. dessen Mutter Zaida geheiratet, die als „Elisabeth“ zum Christentum konvertiert war und damit ihren Sohn zu einem legitimierenden Status verhalf. Zwar hatten Raimund und Urraca mit der Geburt des Alfonso Raimúndez im Jahr 1105 bereits einen eigenen Sohn vorweisen können, doch hatte der alte König Alfons VI. im Mai 1107 auf einem Hoftag in León durch die Proklamation des Infanten Sancho als Thronfolger vollendete Tatsachen geschaffen.
Diese Niederlage hatte Raimund nicht lange überlebt; er war überraschend am 20. September 1107 nach einer schnell verlaufenden Krankheit in seiner Burg Grajal de Campos gestorben. Seine Bestattung in der Kathedrale von Santiago de Compostela, deren Ausbau er entscheidend mit vorangetrieben hatte, wurde von Bischof Diego Gelmírez veranlasst.

## Nachwirkung
Im Ringen um den Thron von León war Raimund nicht einmal ein Jahr nach seinem Tod doch noch ein postumer Erfolg beschieden, als am 30. Mai 1108 der Infant Sancho in der Schlacht von Uclés von den Mauren getötet wurde und Alfons VI. nun doch Urraca zur Thronerbin bestimmen musste. Diese hatte den Thron für ihren Sohn bewahren können, womit das fränkische Haus Burgund-Ivrea das Erbe des baskischen Hauses Jiménez antreten konnte.

## Familie
Aus der Ehe zwischen Raimund und Urraca von León waren zwei Kinder hervorgegangen:
- Sancha Raimúndez († 28. Februar 1159), blieb unverheiratet
- Alfonso Raimúndez (* 1. März 1105, † 21. August 1157), von 1126 bis 1157 als Alfons VII. König von León-Kastilien

## Sonstiges
Raimund von Burgund war einer der ersten Franzosen im Norden der Iberischen Halbinsel; nach erfolgter Rückeroberung (reconquista) kamen in der Zeit der Wiederbesiedlung (repoblación) im 12. und 13. Jahrhundert weitere ins Land, über die jedoch so gut wie nichts bekannt ist. Geographische Bezeichnungen im Süden der heutigen Provinz Salamanca wie Sierra de Francia, Peña de Francia oder Río Francia könnten an diese Zeit erinnern.